# Гёльти, Людвиг Кристоф Генрих
Людвиг Кристоф Генрих Гёльти (англ. Ludwig Christoph Heinrich Hölty; 21 декабря 1748[…], Мариензее, Нижняя Саксония — 1 сентября 1776[…], Ганновер) — немецкий поэт-лирик, писатель

 и переводчик Энтони Эшли Купера Шефтсбери.

## Биография
Людвиг Гёльти родился 21 декабря 1748 года в Нижней Саксонии в деревушке Мариензее в семье местного пастора, под влиянием которого в 1769 году отправился изучать богословие в Гёттингенский университет. 
Учась в Гёттингене Л. Гёльти подружился с Иоганном Мартином Миллером, Иоганном Генрихом Фоссом, Генрихом Кристианом Бойе, братьями Штольбергами и другими и стал одним из основателей знаменитого общества молодых поэтов, известного как «Göttinger Hainbund», участников которого можно отнести к младшему поколению литературного периода «Бури и натиска».

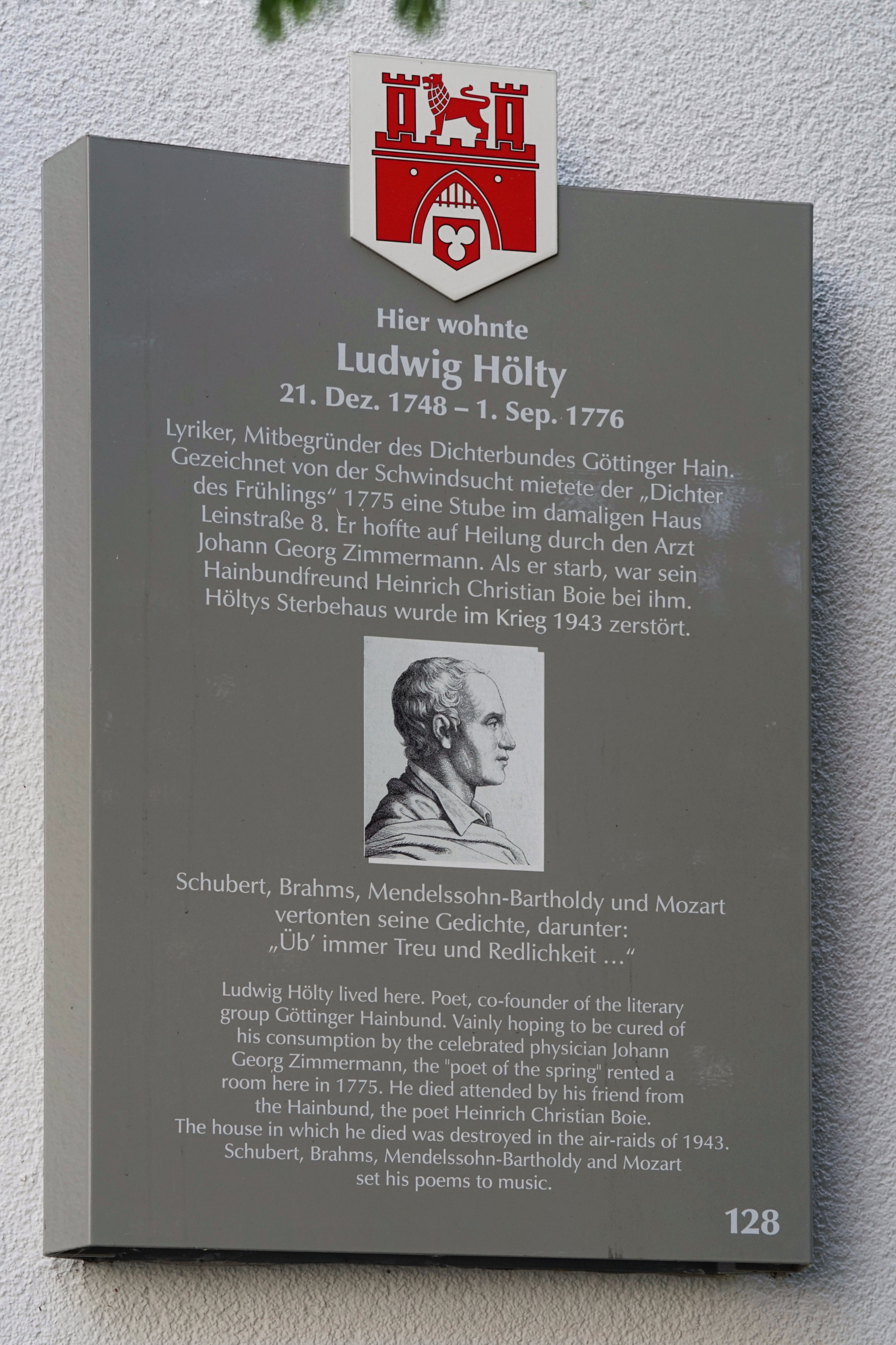
Мемориальная доска

Гёльти много раз публиковался в издании Гёттингенского кружка поэтов «Альманах Муз» и разделяя программу гёттингенцев в области литературных форм и стиля—подражания Фридриху Готлибу Клопштоку и борьбы с французским влиянием в немецкой литературе. К тому времени, когда Людвиг Кристоф Генрих Гёльти покинул университет в 1774 году, он отказался от всякого намерения стать священнослужителем, решив посвятить себя исключительно литературному творчеству. 
Стихотворения Гёльти, преимущественно элегии и идиллии, отличаются чрезмерной сентиментальностью, характерной и для всех поэтов гёттингенского содружества; в формальном отношении поэзия Гёльти интересна своим приближением к народному певучему стиху. Немногочисленные баллады Гёльти принадлежат к первым в этом направлении опытам в немецкой литературе.
Людвиг Кристоф Генрих Гёльти умер от чахотки 1 сентября 1776 года в Ганновере, хотя в «ЭСБЕ» смерть поэта описывается так: «Усиленные занятия, бедность и несчастная любовь на 28-м году его жизни, свели его в могилу».
Множество стихотворений Гёльти были положены на музыку композиторами, включая Моцарта, Бетховена, Шуберта, Мендельсона, Фанни Хензель-Мендельсон и Брамса. 
В честь поэта названы несколько улиц и школ в Германии, а в 2008 году в его честь была учреждена поэтическая премия «Hölty-Preis» (выдаётся раз в два года); её первым лауреатом стал немецкий писатель и поэт Томас Розенлёхер.